# Zornica (obwód Kyrdżali)
Zornica (bułg. Зорница) – wieś w Bułgarii, w obwodzie Kyrdżali, w gminie Kyrdżali. Obecnie wieś zamieszkiwana przez jedną osobę.